# Matsukata Masayoshi
Matsukata Masayoshi  (25 de fevereiro de 1835 — 2 de julho de 1924) foi um político do Japão. Ocupou o lugar de primeiro-ministro do Japão de 6 de maio de 1891 a 8 de agosto de 1892.